# Madeleine Bloy-Souberbielle
Madeleine Bloy-Souberbielle est une violoniste et compositrice française née le 9 mars 1897 à Montrouge et morte le 9 août 1990 à Meudon.

## Biographie
Madeleine Bloy-Souberbielle est née Madeleine Marie Henriette Marguerite Bloy le 9 mars 1897 à Montrouge,. Elle est la fille cadette de l'écrivain Léon Bloy. Elle reçoit de sa mère, Jeanne Molbech-Bloy — qui était la fille du poète danois Christian Molbech et avait étudié le piano à Copenhague —, sa première éducation musicale.
Madeleine Bloy étudie ensuite à la Schola Cantorum, entre 1911 et 1920, le violon avec Armand Parent et la composition auprès de Vincent d'Indy.
Le 28 juin 1921, elle épouse à Paris (4e arrondissement) l'organiste Édouard Souberbielle.
Comme compositrice, elle est l'auteure de plusieurs mélodies, dont un diptyque composé à l'été 1948, sur les poèmes Demain, dès l'aube… de Victor Hugo et La Babillarde d'Antoine de Baïf, disponible en édition moderne.
Elle professe le violon, s'adonne à la peinture et consacre des écrits à son père. Un entretien avec Michel Malicet est publié à la fin de sa vie dans les Cahiers de l'Herne, consacré à Léon Bloy.
Madeleine Bloy-Souberbielle meurt à Meudon le 9 août 1990. Elle est inhumée au cimetière de la ville.